# Dicronocephalus wallichi
Dicronocephalus wallichi är en skalbaggsart som beskrevs av Hope 1831. Dicronocephalus wallichi ingår i släktet Dicronocephalus och familjen Cetoniidae. Inga underarter finns listade i Catalogue of Life.